# 里奇利 (密蘇里州)
里奇利（英語：Ridgely）是位於美國密蘇里州普拉特縣的村。

## 人口
根據2020年美國人口普查的數據，里奇利的面積為3.57平方千米，皆為陸地。當地共有人口95人，而人口密度為每平方千米27人。